# Пилешкасы
Пилешкасы́ (чув. Пилешкасси) — деревня в Шумерлинском районе Чувашской республики. До 2021 года входила в состав Ходарского сельского поселения до его упразднения.

## География
Находится в западной части Чувашии на расстоянии приблизительно 13 км на северо-восток по прямой от районного центра города Шумерля.

## История
Известна с 1879 года, когда здесь было учтено 40 дворов и 245 жителей. В советское время работал колхоз им. Токсина, позже СХПК им. Ленина. Число дворов и жителей: 1897 год — 46 дворов, 274 жителя; 1926 — 87 дворов, 433 жителя; 1939—421 житель; 1979—388 жителей; 2002 — 76 дворов; 2010 — 67 домохозяйств.

## Население
Население составляло 169 человек (чуваши 99 %) в 2002 году, 157 в 2010.